# Андерсон (река)
Андерсон (англ. Anderson River) — река на северо-западе Канады в Северо-Западных территориях.

## География
Берет своё начало севернее Большого Медвежьего озера в Северо-Западных территориях. Длина составляет около 692 км, бассейн реки лежит полностью за полярным кругом.
Течет первоначально в северо-западном направлении, принимает сток от озёр Буа, Бело, Обри, Колвилл, Монуар, Тадене, затем поворачивает на запад, принимает слева свой главный приток Корнуот и поворачивает на север. Впадает в залив Ливерпулл моря Бофорта Северного Ледовитого океана.
Большая часть бассейна реки Андерсон относится к субарктическому экорегиону равнины Андерсон (Anderson Plain High Subarctic Ecoregion), являющемуся частью субарктичесеого экорегиона Северных Великих Равнин (Northern Great Plains HS Ecoregion). Реку окружают первозданные, многообразные ландшафты. В верхнем и среднем течении река «пробила» многочисленные каньоны, наибольший из которых — Каньон Фалкон 6-ти километровой длины и 40-метровой глубины. Верхняя часть реки находятся в зоне тайги, в которой преобладает чёрная ель. Белая ель и кустарники растут в речной долине и на её склонах. Встречаются террасы, сложенные аллювиальными отложениями совместно с глинистыми сланцами мелового периода, девонскими известняками и доломитами.

## Фауна
Северная фауна широко представлена в бассейне реки Андерсон. Стадо Блуноз оленей карибу, которые выводят потомство близ озера Блуноз, мигрирует в июле на юг в нижнюю часть долины реки Андерсон. Овцебыки, американские лоси и медведи гризли являются обычными обитателями долины.
Вдоль реки обитает множество птиц различных пород. Однако с 1999 по 2008 год наблюдается снижение численности белого гуся. В дельте реки и близ устья реки в Северном Ледовитом океане часто встречается кольчатая нерпа и морской заяц, а непосредственно в океане — белуха.
Река названа в честь Джеймса Андерсона из Компании Гудзонова залива.